# Finlandia en los Juegos Paralímpicos de Lillehammer 1994
Finlandia estuvo representada en los Juegos Paralímpicos de Lillehammer 1994 por un total de 18 deportistas, 15 hombres y tres mujeres.

## Medallistas
El equipo paralímpico finlandés obtuvo las siguientes medallas:
| Nombre                                       | Deporte        | Evento                               |
| -------------------------------------------- | -------------- | ------------------------------------ |
| Oro                                          |                |                                      |
| Tanja Tervonen                               | Esquí de fondo | 5 km estilo clásico LW6/8/9 femenino |
| Tanja Tervonen                               | Esquí de fondo | 5 km estilo libre LW6/8/9 femenino   |
| Kaija Tuikkanen                              | Esquí de fondo | 5 km estilo libre B3 femenino        |
| Kaija Tuikkanen                              | Esquí de fondo | 15 km B3 femenino                    |
| Kari Joki-Erkkilä                            | Esquí de fondo | 5 km silla de esquí LW11 masculino   |
| Kari Joki-Erkkilä                            | Esquí de fondo | 10 km silla de esquí LW11 masculino  |
| Jouko Grip                                   | Esquí de fondo | 5 km LW6/8 masculino                 |
| Plata                                        |                |                                      |
| Sisko Kiiski                                 | Esquí de fondo | 5 km estilo clásico B3 femenino      |
| Tanja Tervonen                               | Esquí de fondo | 15 km LW6/8/9 femenino               |
| Teuvo Ojala                                  | Esquí de fondo | 5 km silla de esquí LW11 masculino   |
| Timo Kalevi Lahtinen                         | Esquí de fondo | 20 km B2 masculino                   |
| Jouko Grip                                   | Esquí de fondo | 20 km LW6/8 masculino                |
| Kari Joki-Erkkilä Teuvo Ojala Raimo Peltonen | Esquí de fondo | 3 × 2,5 km sentado masculino         |
| Bronce                                       |                |                                      |
| Teuvo Ojala                                  | Biatlón        | 7,5 km LW11 masculino                |
| Kaija Tuikkanen                              | Esquí de fondo | 5 km estilo clásico B3 femenino      |
| Sisko Kiiski                                 | Esquí de fondo | 15 km B3 femenino                    |
| Kalervo Pieksämäki                           | Esquí de fondo | 10 km LW4 masculino                  |
| Kalervo Pieksämäki                           | Esquí de fondo | 20 km LW4 masculino                  |
| Timo Kalevi Lahtinen                         | Esquí de fondo | 5 km B2 masculino                    |
| Samuli Kämi                                  | Esquí de fondo | 5 km LW2/3/9 masculino               |
| Rauno Miettinen                              | Esquí de fondo | 5 km LW6/8 masculino                 |
| Seppo Joensuu                                | Esquí de fondo | 5 km silla de esquí LW11 masculino   |
| Teuvo Ojala                                  | Esquí de fondo | 10 km silla de esquí LW11 masculino  |
| Kari Joki-Erkkilä                            | Esquí de fondo | 15 km silla de esquí LW11 masculino  |